# Eskişehir
Eskişehir (en turco: Eskişehir, "Villavieja"; en latín: Dorylaeum; en griego: Δορύλαιον, Doríleon) es una ciudad al noroeste de Turquía y la capital de la provincia de Eskişehir. Tiene una población de 570.825 habitantes (2007). La ciudad se encuentra en el río Porsuk, a una altitud de 790 m sobre el nivel del mar, dominando el fértil valle de Frigia. En las colinas cercanas existen numerosos manantiales de aguas termales. La ciudad se encuentra en las coordenadas geográficas 39° 46′ N, 30° 29′ E, a 250 km al oeste de Ankara, a 350 km al sureste de Estambul y a 90 km al suroeste de Kütahya.

## Historia
La ciudad se fundó por los frigios hacia el año 1000 a. C. En el museo arqueológico existen numerosos restos y esculturas. También hay un museo de la piedra espuma de mar, utilizada para fabricar excelentes pipas. En el siglo IV d. C. la ciudad se trasladó a unos 10 km al noreste, desde Karadja Hissar a Shehir Euyuk.
La ciudad siempre fue considerada por los antiguos geógrafos como una de las más bellas de Anatolia.
Al igual que muchas ciudades de Anatolia, el cristianismo llegó cuando Constantino el Grande la convirtió en religión oficial del Imperio romano. A principios del siglo IV ya hubo obispos nombrados en Eskişehir. Entonces, la ciudad se conocía como Dorileo. Uno de estos obispos, Eusebius, estuvo muy implicado en el desarrollo de los dogmas de la iglesia.

## Economía
Eskishehir actualmente es una de las ciudades industriales más importantes de Turquía. Aunque tradicionalmente dedicada a la molienda de trigo y a la producción de ladrillos, la ciudad sufrió una gran expansión con los talleres ferroviarios en 1894 para las obras de la conexión Berlín-Bagdad. Eskishehir también fue el emplazamiento elegido para la primera industria aeronáutica de Turquía (Centro de mantenimiento y suministro aeronáutico). Su base aérea es la sede de la primera fuerza aérea táctica de Turquía, en el flanco sureste de la OTAN durante la Guerra Fría.
Eskishehir es uno de los centros industriales más grandes de Turquía, con varias industrias modernas dedicadas a la producción de locomotoras, aviones de combate, equipos agrícolas, productos textiles, ladrillos, cemento, productos químicos, espuma de mar procesada y azúcar refinada.

## Atracciones
La mayor parte de la ciudad de Eskishehir tuvo que ser reconstruida tras la Guerra de Independencia Turca (1919-1923). Se trata de una ciudad atractiva, pero con escasos restos de la antigüedad. Una de las excepciones es la mezquita de Kursunlu. Cerca de Eskishehir descansan los restos de la antigua ciudad frigia de Dorylaeum. Eskishehir es conocida por los manantiales de aguas termales.

## Transporte
La autoridad urbana de transporte público está a cargo de la municipalidad. El sistema de transporte público incluye autobuses y tranvía. La tarjeta Eskart funciona en todo el sistema . Se puede ir a cualquier punto de la ciudad a través del autobús. Es posible realizar transferencias dentro de los 60 minutos después del primer acceso a los tranvías y buses. Con un total de 26 paradas, la red de transporte de la ciudad une las dos universidades.

## Educación
Existen dos universidades: la Universidad Gran Osmán de Eskishehir y la Universidad de Anatolia.

## Cultura
La ciudad cuenta con una población significativa de tártaros. También atrajo a la comunidad de etnia turca que emigró desde Bulgaria y Rumania y que contribuyó al desarrollo de las industrias metalúrgicas de la ciudad.

## Ciudades hermanadas
Eskişehir está hermanada con 7 ciudades:
- Changzhou, China
- Fráncfort del Meno, Alemania
- Kazán, Rusia
- Kyrenia, Chipre del Norte
- Linz, Austria
- Paju, Corea del Sur
- Saint-Josse-ten-Noode, Bélgica